# وهب بن عبد مناف
وهب بن عبد مناف بن زهرة بن كلاب بن مرة هو جد النبي محمد لأمه آمنة. كان «سيد بني زهرة نسباً، وشرفاً» حين خطب عبد المطلب بن هاشم ابنته آمنة لابن عبد الله. وهو عم السيدة هالة بنت وهيب بن عبد مناف، إحدى زوجات عبد المطلب، وأم حمزة، والمقوم وحجل (الغيداق)، وصفية أبناء عبد المطلب.
ووالدته هي عاتكة بنت الأوقص السُّلَمية من بني سُلَيم، وهي بنت أخت السيدة عاتكة بنت مرة بن هلال السُّلَمية من بني سُلَيم أم هاشم بن عبد مناف.
هو أيضاً جد الأسود بن عبد يغوث وهب بن عبد مناف (ابن خال النبي محمد)، أحد المستهزئين بالنبي بعد بدء دعوته.